# Lisbet Röst-Hellquist
Lisbeth Margareta Röst-Hellquist, född 8 februari 1943 i Malmö, är en svensk målare.
Röst-Hellquist är som konstnär autodidakt. Hon har medverkat i ett flertal vår- och höstsalonger i Paris, Köpenhamn, Malmö och Stockholm. Hennes konst består av porträtt, landskap och ett berättande figurmåleri. Röst-Hellquist är representerad vid Statens konstråd, Malmö allmänna sjukhus samt Stockholms fastighetskontor.